# Atlus
Atlus (株式会社アトラス, Kabushiki-gaisha atorasu) é uma desenvolvedora e publicadora japonesa de Video games. É conhecida por desenvolver o RPG "Shin Megami Tensei" que, contando os jogos não-canônicos, possui dúzias de jogos. O primeiro "Megami Tensei" foi um jogo para NES desenvolvido pela Namco, baseada numa trilogia de romances, mas após o segundo volume, Atlus começou a desenvolver a série. Atlus também lançou o "Shin Megami Tensei" para o Super Nintendo. O mascote de sua corporação é Jack Frost deste jogo.
Atlus também publicou "Growlanser", um RPG de tempo real dos criadores da clássica série "Langrisser", Carreer Soft. Após o sucesso do primeiro jogo, eles adquiriam a, que tinha desenvolvido dois quintos do jogo. Em 1 de novembro de 2013, foi adquirido pelo Sega Sammy Holdings.
Em 18 de fevereiro 2014, a Sega anunciou a separação do conteúdo do Index Corporation e empresas de soluções em uma nova subsidiária, a Index Corporation (株式会社 イ ン デ ッ ク ス), renomeando o velho Index Corporation e sua restante divisão de negócios de jogos digitais Atlus (株式会社 ア ト ラ ス) eficaz abril 1, de 2014. o novo Atlus incluiria a subsidiária estrangeira (Índice de mídia digital), que seria renomeado Atlus EUA na criação da nova Atlus.

## Atlus USA
Atlus USA, estabelecida em 1991, é a subsidiária da publicadora japonesa Atlus. A Atlus USA publica jogos criados pela companhia Atlus, Ltd. e por outras desenvolvedoras de Video games. A Atlus USA é estritamente uma publicadora, localizando títulos não populares em nichos de mercado de outros desenvolvedores japoneses. A Atlus USA opera em Irvine, California.
Ela publicou videojogos como "Revelations: Persona", para Playstation, e "Revelations: The Demon Slayer", para Game Boy Color, que são traduções da série principal da sua companhia parente, "Shin Megami Tensei".
Um dos mais conhecidos trabalhos feitos pela Atlus U.S.A. nos Estados Unidos é sua localização do cult Disgaea: Hour of Darkness, que foi criada pela Nippon Ichi Software. Eles também são conhecidos por publicar o RPG "Tactics Ogre" e versões refeitas para GBA dos jogos "Kunio-kun" e "Double Dragon" para a Million (companhia composta por funcionários da ex-Technos Japan Corp.). Outros títulos notáveis incluem "Snowboard Kids" e "Snowboard Kids 2" para Nintendo 64, e, mais recentemente, as séries "Odin Sphere" e "Trauma Center".
Em 2004, com a colaboração da Sting e da Bandai, Atlus U.S.A. lançou o jogo "Riviera: The Promised Land", um RPG para o console Game Boy Advance. Em 2006, Atlus U.S.A., novamente junto com a Sting, lançou "Yggdra Union", um outro RPG para GBA.

## Jack Frost
Jack Frost é o mascote da Atlus. Ele é basicamente um homem da neve que possui dentes, um rabo, não possui um nariz e veste um chapéu e sapatos de bobo da corte. Seu bordão é "Hee-Ho". Ele apareceu em vários dos jogos da Atlus, incluindo várias aparições na série "Shin Megami Tensei" e "Jack Bros.". Ele é um personagem secreto em ambas versões americana e japonesa de "Snowboard Kids", mas tem um papel maior na versão japonesa.
Jack Frost criou uma família inteira em seu universo e mais parentes foram criados desde "Shin Megami Tensei II", como King Frost, Frost 5 Senshi (warriors (of justice)), Ja-aku Frost (Frost Negro), etc.
Ele também faz uma aparição cameo como um botão no chapéu da Gunner Feminina nos jogos "Etrian Odyssey II: Heroes of Laagard" e "Etrian Odyssey 2 Untold: The Fafnir Knight", também da Atlus.